# 片町 (東京都府中市)

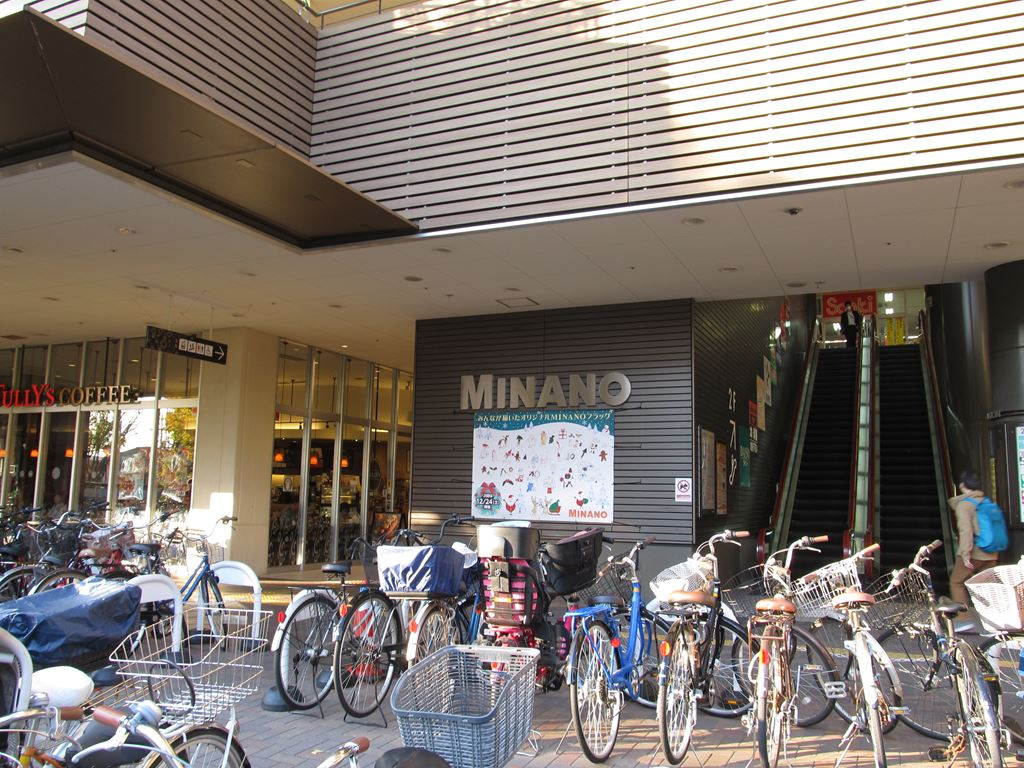
MINANO

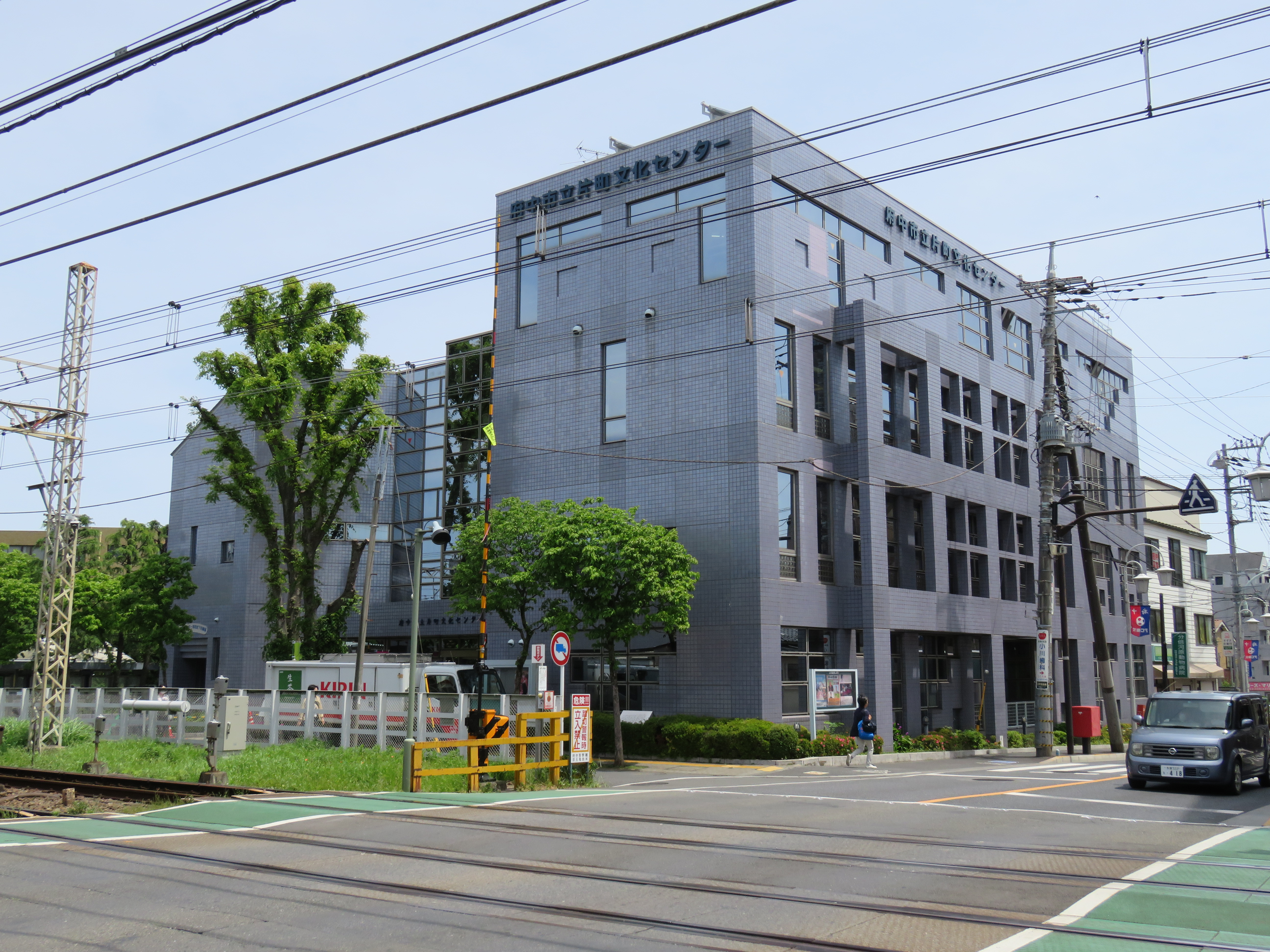
府中市立片町文化センター

片町（かたまち）は、東京都府中市の地名。現行行政町名は片町一丁目から片町三丁目。郵便番号は183-0021（武蔵府中郵便局管区）。

## 地理
府中市の中部に位置する。北東から時計回りに寿町、宮西町、本町、分梅町及び美好町に隣接する。

## 歴史
1889年（明治22年） の町村制施行から府中市発足までは北多摩郡府中町の区域に属していた。1954年（昭和29年）4月1日に府中市成立によって府中市の一部となり、1961年（昭和36年）に大字府中（府中町域が転換）の一部より成立した。

## 世帯数と人口
2018年（平成30年）1月1日現在の世帯数と人口は以下の通りである。
| 丁目       | 世帯数    | 人口    |
| ---------- | --------- | ------- |
| 片町一丁目 | 856世帯   | 1,638人 |
| 片町二丁目 | 486世帯   | 915人   |
| 片町三丁目 | 228世帯   | 414人   |
| 計         | 1,570世帯 | 2,967人 |

## 小・中学校の学区
市立小・中学校に通う場合、学区は以下の通りとなる。
| 丁目       | 番地                       | 小学校         | 中学校         |
| ---------- | -------------------------- | -------------- | -------------- |
| 片町一丁目 | 1〜10番地                  | 府中第一小学校 | 府中第四中学校 |
| 片町一丁目 | その他                     | 府中第三小学校 | 府中第四中学校 |
| 片町二丁目 | 36番地の3〜4 37番地 38番地 | 府中第三小学校 | 府中第三中学校 |
| 片町二丁目 | その他                     | 府中第三小学校 | 府中第四中学校 |
| 片町三丁目 | 全域                       | 府中第三小学校 | 府中第三中学校 |

## 交通

### 鉄道
- 京王電鉄京王線・東日本旅客鉄道（JR東日本）南武線
  - 分倍河原駅

### 道路
- 東京都道18号府中町田線（鎌倉街道）
- 東京都道229号府中調布線（旧甲州街道）
- 下河原緑道(旧下河原線用地)

## 施設
- 高安寺
- MINANO
- 府中市立府中第三小学校
- 府中東芝ビル